# مركز الجالية اليهودية في بغداد
مركز بغداد للجالية اليهودية، المعروف رسميًا باسم اللجنة الخاصة للشؤون الدينية لعزرا مناحيم دانيال ، هو مؤسسة يهودية في مدينة بغداد، العراق. يقع المركز في الحي التاريخي ببغداد، وله دورٌ هام في الحفاظ على تراث الجالية اليهودية في المدينة وممارساتها الدينية.

## تاريخ
تاريخيًا، كانت بغداد موطنًا لجالية يهودية بارزة، لعبت دورًا حيويًا في الحياة التجارية والثقافية والاجتماعية للمدينة. ومع ذلك، بعد الهجرة الجماعية في أوائل خمسينيات القرن العشرين بسبب التغيرات السياسية والاجتماعية، انخفض عدد السكان اليهود بشكل ملحوظ. 
تذبذبت سياسات العراق تجاه ممتلكات اليهود ومواطنتهم على مر السنين. فبعد نزوح اليهود العراقيين في منتصف القرن العشرين، أصدرت الحكومة قوانين تنظم استخدام وإدارة الأراضي والمباني المملوكة لهم. وقد وضع القانون رقم 55 لعام 1970 الأراضي الزراعية اليهودية تحت إدارة الأمانة العامة للأصول المجمدة، مؤجرًا إياها لسلطات الإصلاح الزراعي. إلا أن هذا القانون أُلغي لاحقًا عام 1971، مع تراجع الحاجة إلى هذه الأراضي.
لعب المركز أيضًا دورًا في الحفاظ على إرث المحسنين اليهود البارزين مثل عزرا مناحيم دانيال. أشرفت الحكومة العراقية، في بعض الأحيان، على الأوقاف والأصول اليهودية من خلال أطر قانونية مثل قوانين عامي 1970 و1971 بشأن إدارة الأراضي والممتلكات. في عام 1973، تم إنشاء لجنة خاصة لإدارة ممتلكات عزرا مناحيم دانيال، مما يضمن استخدام الإيرادات وفقًا للشروط الدينية اليهودية للأغراض الخيرية والمجتمعية. في عام 1975، أصدرت الحكومة العراقية القرار رقم 1293، الذي سمح رسميًا لليهود الذين غادروا العراق منذ عام 1948 بالعودة. كفل المرسوم لليهود العائدين حقوق المواطنة الكاملة، مؤكدًا على التزام العراق بحقوق الإنسان وعدم التمييز. ومع ذلك، في الممارسة العملية، عاد عدد قليل جدًا من اليهود، وظل المجتمع صغيرًا.
لعب السكان المسلمون المحليون دورًا في حماية المواقع الدينية والثقافية اليهودية في بغداد.  خلال عمليات النهب واسعة النطاق عام 2003، صد أفراد المجتمع والمتطوعون محاولات متعددة لنهب المركز المجتمعي اليهودي ومعبد يهودي قريب. خلال حرب العراق عام 2003، ومع انتشار النهب في بغداد، تم استهداف المركز المجتمعي اليهودي. في حادثة تم الإبلاغ عنها في 14 أبريل 2003، تدخل السكان المسلمون المحليون لحماية المركز من اللصوص.  عمل أفراد مثل حسام قاسم وحسام، حارس المركز، على ردع المتسللين. اتخذ الجيران تدابير إضافية بإزالة العلامات التعريفية لجعل المبنى أقل وضوحًا. وقد أكدت هذه الحماية على التعايش التاريخي والتضامن بين المجتمعين اليهودي والمسلم في بغداد.  تم تشكيل ميليشيا للدفاع عن النفس في منطقة البتاوين لحماية المنازل، بما في ذلك الممتلكات اليهودية، من قطاع الطرق.

## موقع
يقع مركز بغداد الجالي اليهودي في منزل مطلي باللون الأبيض على شارع الرشيد في مدينة بغداد القديمة. وقد كانت هذه المنطقة تاريخيًا موطنًا لمؤسسات دينية وثقافية مهمة، بما في ذلك المعابد اليهودية وغيرها من الممتلكات اليهودية. وفي حي البتاوين القريب، بالقرب من شارع سعدون التجاري، لا يزال كنيس يهودي تحت حماية السكان المحليين. وقد شُكِّلت ميليشيا للدفاع عن النفس خلال أزمة النهب لحماية الكنيس والممتلكات الأخرى في المنطقة، وضمان عدم إلحاق أي ضرر بهذه المواقع التاريخية.